# 梨香院
梨香院是小说《红楼梦》中荣府的一个住所，“原来这梨香院乃当日荣公暮年养静之所，小小巧巧约有十余间房舍，前厅后舍俱全，另有一门通街… … 西南又有一角门通一夹道，出了夹道便是王夫人正房的东院了。”（第4 回）薛姨媽与薛寶釵初来时所居于此，后来为賈府戲班十二女子（红楼十二官）的住所。尤二姐死后曾在这里停灵。“贾琏险命人去开了梨香院的门，收拾出正房来停灵。贾琏嫌后门出灵不便，便对着梨香院的正墙上通街现开了一个大门，两边搭棚女从场作佛事”（第69 回）。
梨香院的位置在扩建前的荣府东北角，还是在大观园的东北角，红学界尚有分歧。周汝昌认为黛玉葬花处应该在大观园东南角，园内应有两个沁芳闸，一个进水闸在东北角，一个出水闸在东南角，葬花处在东南角的沁芳闸。梨香院在大观园的东南，在荣府前院的东北。。